# クリード安仁屋ベースボールクラブ
クリード安仁屋ベースボールクラブ（クリードあにやベースボールクラブ）は、沖縄県那覇市に本拠地を置き、日本野球連盟に加盟している社会人野球のクラブチームである。
那覇市出身の野球評論家の安仁屋宗八が2005年12月に結成した。

## 概要
一連の球界再編問題などで揺れ動いた日本の野球人気回復と、地元・沖縄県での野球文化高揚を目的として琉球放送と提携して沖縄県在住・在勤者の野球愛好家を対象にした入団試験合格者によって編成された。
2005年12月に茨城ゴールデンゴールズ（萩本欽一主宰）と結成記念試合を浦添市民球場で行い、2-3で敗れた。
2006年9月19日、『安仁屋ベースボールTRY』として日本野球連盟への加盟が認められ、活動を開始した。
2008年6月24日付けで、チーム名を『安仁屋ベースボールクラブ』に改称した。
2011年より沖縄県の企業がクラブの冠スポンサーに就任しており、2011年の夏には西原町の水族館「西原マリンパーク」がスポンサーとなり、7月29日付けでチーム名を『西原マリンパーク安仁屋BBC』に改称した。
2012年の冬には、那覇市のビルメンテナンス業「クリード沖縄」がスポンサーとなり、11月30日付けでチーム名を『クリード安仁屋ベースボールクラブ』に改称した。

## 設立・沿革
- 2005年12月 - 「安仁屋ベースボールクラブ」として創設。
- 2006年9月19日 - チーム名称を「安仁屋ベースボールTRY」とし、日本野球連盟に加盟。
- 2008年6月24日 - チーム名称を「安仁屋ベースボールクラブ」に再変更。
- 2011年7月29日 - チーム名称を「西原マリンパーク安仁屋BBC」に変更。
- 2012年11月30日 - チーム名称を「クリード安仁屋ベースボールクラブ」に変更

## 元プロ野球選手の競技者登録
- 安仁屋宗八 - 監督→総監督（元：広島東洋カープ）
- 大石弥太郎 - コーチ→退団（元：南海ホークス）